# سامانه هماهنگ‌شده شماره‌گذاری کالا
سامانه هماهنگ‌شده شماره‌گذاری کالا (به انگلیسی: Harmonized Commodity Description and Coding System) که به عنوان سامانه هماهنگ شده (به انگلیسی: Harmonized System (HS)) نیز شناخته می‌شود، از اصطلاحات تعرفه‌ای است که شامل یک سامانهٔ بین‌المللی استاندارد شده از نام‌ها و شماره‌ها برای رده‌بندی محصولات است که در سال ۱۹۸۸ میلادی به اجرا درآمد و توسط سازمان جهانی گمرک (قبلاً شورای همکاری گمرکی) گسترش داده و حمایت می‌شود که یک سازمان بین دولتی مستقل مستقر در بروکسل بلژیک با بیش از ۱۸۲ کشور عضو (با پوشش ۹۸٪ تجارت دنیا) است.
سامانه HS نزدیک به ۵۳۰۰ گروه کالایی را در خود جای می‌دهد که هر کدام توسط یک کد ۶ رقمی بر اساس یک ساختار منطقی طبقه‌بندی شده‌اند. این سیستم در بیش از ۲۰۰ کشور دنیا مبنای تجارت و تعیین تعرفه گمرکی است و آمار تجارت جهانی بر اساس این سیستم محاسبه می‌شود.

## طبقه‌بندی ملی کالا و خدمات
نظام ملی طبقه‌بندی و خدمات شناسه کالا و خدمات، نظامی است که اطلاعات پایه زنجیره تأمین در حوزه کالاها و خدمات را تحت کنترل درآورده و به عناصر مختلف عرضه می‌نماید. در این نظام با استفاده از رویه‌ها، استانداردها و به‌ویژه ابزار خبره طبقه‌بندی و کدگذاری کالاها و خدمات، زبان مشترک و مفاهیم همسانی در سطح ملی ایجاد شده و کلیه اطلاعات اعتباری کالاها و خدمات از قبیل مراجع عرضه‌کننده، مشخصات فنی، استانداردهای ملی و بین‌المللی ثبت، ذخیره، ساماندهی و توزیع می‌گردد.
نظام ملی طبقه‌بندی و خدمات شناسه کالا و خدمات، دارای یک ساختار طبقه‌بندی است. این ساختار براساس ماهیت کالاها و خدمات، آنها را دسته‌بندی نموده‌است.
یکی از طبقه‌بندی‌های موجود در سامانه شناسه کالا HS می‌باشد.

## HS
نظام هماهنگ توصیف و کدگذاری کالا (HS)، از طبقه‌بندی‌های مرجع بوده و غالباً در گمرکات کشورها قابل استفاده است. واحد طبقه‌بندی آن کالاهای تجاری می‌باشد که براساس معیارهای زیر رده‌بندی می‌شوند:
- براساس مواد خام یا اصلی
- براساس مرحله عمل آوری
- بر حسب مورد استفاده یا عملکرد
- براساس فعالیت‌های اقتصادی